# Ferrovia Cava Carbonara-Cava Manara
La ferrovia San Martino Siccomario Cava Manara-Cava Carbonara era una breve linea ferroviaria che congiungeva la stazione di Cava-Carbonara, posta alla congiunzione delle linee Vercelli-Pavia e Alessandria-Pavia, e la stazione di San Martino Siccomario-Cava Manara, ubicata sulla tratta comune alle linee Milano-Genova e Pavia-Stradella.

## Storia
La linea fu aperta all'esercizio il 15 settembre 1883.
Tale opera era stata prevista dalla legge Baccarini del 27 aprile 1885 come parte dell'itinerario Vercelli-Broni. Consentiva infatti di collegare le linee della Lomellina ai nodi ferroviari di Tortona e Piacenza evitando l'inversione di marcia a Pavia ed il transito sul Ticino.
L'esercizio, inizialmente assunto dalla Società per le Ferrovie dell'Alta Italia (SFAI), passò dunque in carico alla Società per le Strade Ferrate del Mediterraneo, con servizi eserciti dalla Rete Mediterranea, per poi passare nel 1905 alle neocostituite Ferrovie dello Stato.
La breve linea venne soppressa il 24 luglio 1916 e immediatamente disarmata.

## Caratteristiche
| Continuation backward |

| Unknown route-map component "ABZg+l" | Unknown route-map component "CONTfq" |  |

| Station on track |

| Unknown route-map component "xABZg2" | Unknown route-map component "STRc3" |  |

| Unknown route-map component "exSTR" + Unknown route-map component "STRc12" | Unknown route-map component "LSTRl+4" + Unknown route-map component "LSTR3+l" | Unknown route-map component "LCONTfq" |

| Unknown route-map component "xABZg+1" | Unknown route-map component "STRc4" |  |

| Station on track |

| Continuation forward |

La linea era una ferrovia a binario unico a scartamento normale, lunga 4,11 chilometri.

### Percorso
Realizzata in rilevato, opera che risulta ancora identificabile in alcuni tratti, la linea si distaccava dalla stazione di San Martino Siccomario-Cava Manara volgendo verso ovest e si immetteva nel rettilineo che raggiungeva la scarpata del terrazzo fluviale di Carbonara. Da qui, descrivendo un'ampia curva, si immetteva nel piazzale della stazione di Cava-Carbonara.